# Viaa
Hogeschool Viaa, tot september 2014 de Gereformeerde Hogeschool (GH) geheten, is een hogeschool in Zwolle. De school heeft zes bekostigde opleidingen en telt ruim tweeduizend studenten.

## Geschiedenis
De Gereformeerde Hogeschool is ontstaan uit een fusie van de Gereformeerde Sociale Academie (GSA) en de Gereformeerde Pabo in 1986. De GSA was in 1972 gestart met de opleidingen maatschappelijk werk, cultureel werk, personeelswerk en inrichtingswerk. Later (in 1981) kwam daar de Hogere Beroepsopleiding voor Verpleegkundige bij. De Gereformeerde Pabo was in 1950 ontstaan als kweekschool in Enschede onder de naam Gereformeerde Onderwijsopleiding (GOO). In de jaren zestig waren er twee gereformeerde kweekscholen: in Amersfoort (in 1964 verhuisde Enschede hierheen) en in Groningen (opgericht in 1962). Beide schoolbesturen zagen elkaar als concurrenten, wat met name in 1965 tot een felle pennenstrijd in het Gereformeerd gezinsblad leidde. In 1984 moesten de vestigingen van het Ministerie van Onderwijs samen onder één dak komen en kwamen beide partijen tot elkaar. Als vestigingsplaats werd gekozen voor Zwolle. De Pabo vond onderdak bij het Greijdanus College, een gereformeerde middelbare school. Enkele jaren later zijn de GSA en de Pabo gefuseerd en ontstond de naam Gereformeerde Hogeschool. In 1996 heeft de GH intrek genomen in het huidige gebouw aan de Wethouder Alferinkweg in Zwolle.
De Gereformeerde Hogeschool ging per 1 september 2014 verder onder de naam Viaa. 'Gereformeerde Hogeschool' bleef als ondertitel behouden. Deze ondertitel is verwijderd in het begin van het schooljaar 2017/2018.

## Opleidingen
Aan Hogeschool Viaa kunnen de volgende opleidingen worden gevolgd:
- HBO-V (Hogere Beroepsopleiding tot Verpleegkundige)
- PABO (Pedagogische academie voor het basisonderwijs)
- Social Work
- Theologie en Godsdienstleraar, (Bachelor)
- Master Systemisch werken met jeugd
- Ad DEP ( Ad Didactisch Educatief Professional)

Hogeschool Viaa biedt eveneens ook post-hbo opleidingen, cursussen en trainingen aan.

## Onderzoek en advies
Naast het aanbieden van deze opleidingen doet Viaa ook onderzoek. Het onderzoek wordt uitgevoerd door het Centrum voor Samenlevingsvraagstukken, het Lectoraat Zorg en Zingeving en het Lectoraat Goede Onderwijspraktijken. Daarnaast geeft Viaa advies aan het werkveld van de opleidingen.

## Christelijke identiteit
Op Hogeschool Viaa wordt gewerkt vanuit 'het Woord van God'. Dat betekent dat studenten en docenten in de lessen, omgang en begeleiding als christenen willen leven. De Bijbel wordt als onmisbare inspiratiebron gezien.